# Zbigniew Michejda
Zbigniew Michejda (1. listopadu 1930, Katovice – 25. února 2001, Loughton, hrabství Essex) byl polský informatik, vysokoškolský pedagog a průkopník využití počítačové techniky v knihovnictví v Polsku.
Od roku 1976 působil ve Velké Británii, kde i zemřel.
Jeho sestra Barbara Michejda-Pinno utvořila roku 2003 donaci pro Těšínskou knižnici, nazvanou na počest Zbigniewa Michejdy.